# Battaglia del porto di Cavite
La battaglia del porto di Cavite fu uno scontro che ebbe luogo il 10 giugno 1647 nel corso della guerra degli ottant'anni tra una flotta spagnola e una olandese presso il porto di Cavite, un importante molo nella baia di Manila, nelle Filippine. Nello scontro gli olandesi risultarono sconfitti.

## Storia
Dodici navi olandesi assediarono il porto di Cavite, sede dei galeoni della flotta di Manila, il 10 giugno 1647, i quali erano annualmente impegnati in lunghi viaggi tra le Filippine e la Nuova Spagna (attuale Messico) da cui importavano molti beni preziosi e denaro. Spagnoli e filippini difesero il porto col fuoco della loro artiglieria sino ad affondare la nave ammiraglia e un'altra imbarcazione olandese. Successivamente, gli olandesi decisero di abbandonare l'impresa, non senza comunque distruggere prima Porta Vaga, un importante forte di pietra che difendeva l'area e che era un'importante piazzaforte degli spagnoli. Gli olandesi giunsero a minacciare la baia di Manila sino alla fine della guerra nel 1648 quando venne sottoscritto in Europa il trattato di Münster.